# Церква Різдва Пресвятої Богородиці (Зелена)
Церква Різдва Пресвятої Богородиці в Зеленій — парафія і храм Бучацького благочиння Тернопільської єпархії Православної церкви України в селі Зелена Чортківського району Тернопільської области.

## Історія церкви
Храм у селі Зелена був збудований та освячений у 1882 році. Під час Другої світової війни він був частково зруйнований і не відновлювався. У часи комуністичної влади його використовували як склад для мінеральних добрив, а на початку 80-х років повністю зруйнували до фундаменту.
Серед визначних діячів села — о. Василь Мельник, висвячений митрополитом Андреєм Шептицьким у 1928 році. З його ініціативи було створено товариство «Просвіта», а також під його керівництвом будували Народний дім. Він відомий як автор художніх творів під псевдонімом Василя Лімниченка, в яких висвітлював християнські моральні засади.
У серпні 1989 року розпочалася відбудова церкви. 21 вересня, на храмове свято, біля недобудованого храму вперше за півстоліття відбулося богослужіння. Ця подія кардинально змінила життя села. У відновленні брали участь не лише місцеві жителі, а й діаспора, за кошти якої було виконано розпис.

## Парохи
- о. Василь Мельник,
- о. Василій Марчишак,
- Богдан Дзюбанчин (з 1991).